# Kościół Św. Jakuba w Piaskowie
Kościół św. Jakuba Apostoła – kościół rzymskokatolicki, który znajdował się na wzgórzu w Piaskowie (Gmina Ostroróg). Jego miejsce zajął cmentarz parafialny Parafii Rzymskokatolickiej pod wezwaniem Wniebowzięcia Najświętszej Maryi Panny w Ostrorogu.

## Historia

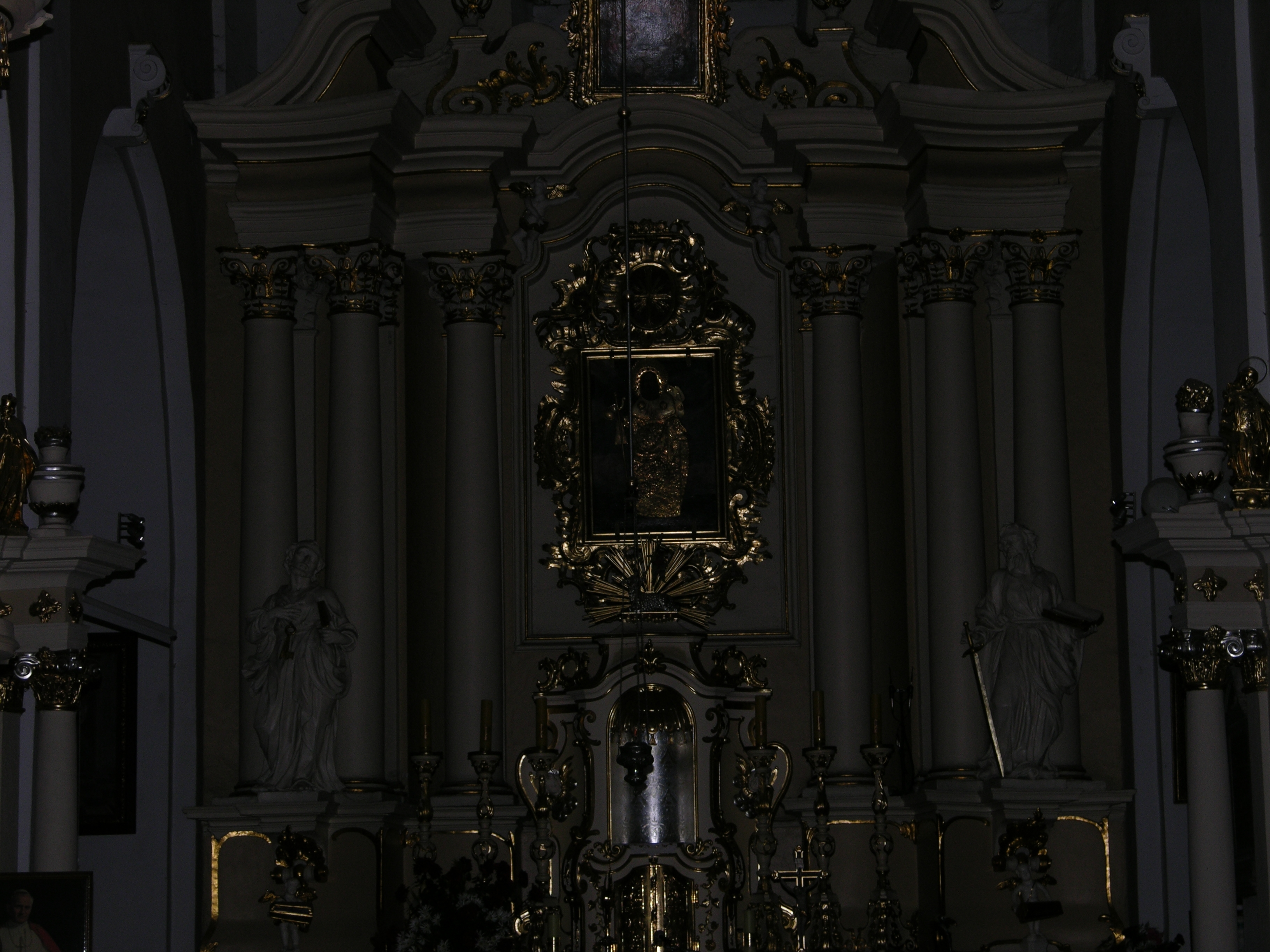
Obraz św. Jakuba z kościoła w Piaskowie w ołtarzu głównym kościoła parafialnego w Ostrorogu

Pierwsza wzmianka o kościele w Piaskowie pochodzi z 1396 roku. W tym czasie mowa jest o plebanie Mikołaju – świadku zatargów Dobiesława Kwileckiego ze Stanisławem Gnuszyńskim.. Z kolei w 1424 roku mowa jest o plebanie Tomaszu w kontekście dzierżawy plebanii w Piaskowie – Marcinowi – wikariuszowi kościoła w Ostrorogu. Wiadomo, że kościół w Piaskowie posiadał dobre uposażenie choćby w postaci pól uprawnych. W 1432 roku majętność kościoła w Piaskowie została przeniesiona na kościół w Ostrorogu.Tym samym parafia przestała istnieć, a samym kościół w Piaskowie stał się pomocniczym wobec Kościoła w Ostrorogu. Następnie kościół został zniszczony i odbudowany w 1644. Kościół został odbudowany za sprawą księdza Walentego Wronicza, który na murach dawnej świątyni i z budulca pozyskanego z kamienicy przy zamku w Ostrorogu, w której rzekomo nikt nie chciał mieszkać bo straszyło – według opowiadań mieszkańców pierwszy kościół został zniszczony przez innowierców z zamku ostroroskiego, a następnie z pozyskanej cegły wybudowano kamieniczkę przy zamku, z której później pozyskano budulec do odbudowy kościoła w Piaskowie. Z kolei w przypadku pierwszego kościoła na wzgórzu piaskowskim według legendy miał go zbudować misjonarz, którego matka (pochodząca z Rudek) chciała w trakcie wielkiego głodu utopić w jeziorze pod wzgórzem piaskowskim, dziecko jednak miało chwycić się jej szyi tak mocno, że kobietę ruszyło sumienie, syna wychowała i oddała do kolegium misjonarzy w Ostrorogu. Na pamiątkę tego ocalenia miał zostać wybudowany kościół.

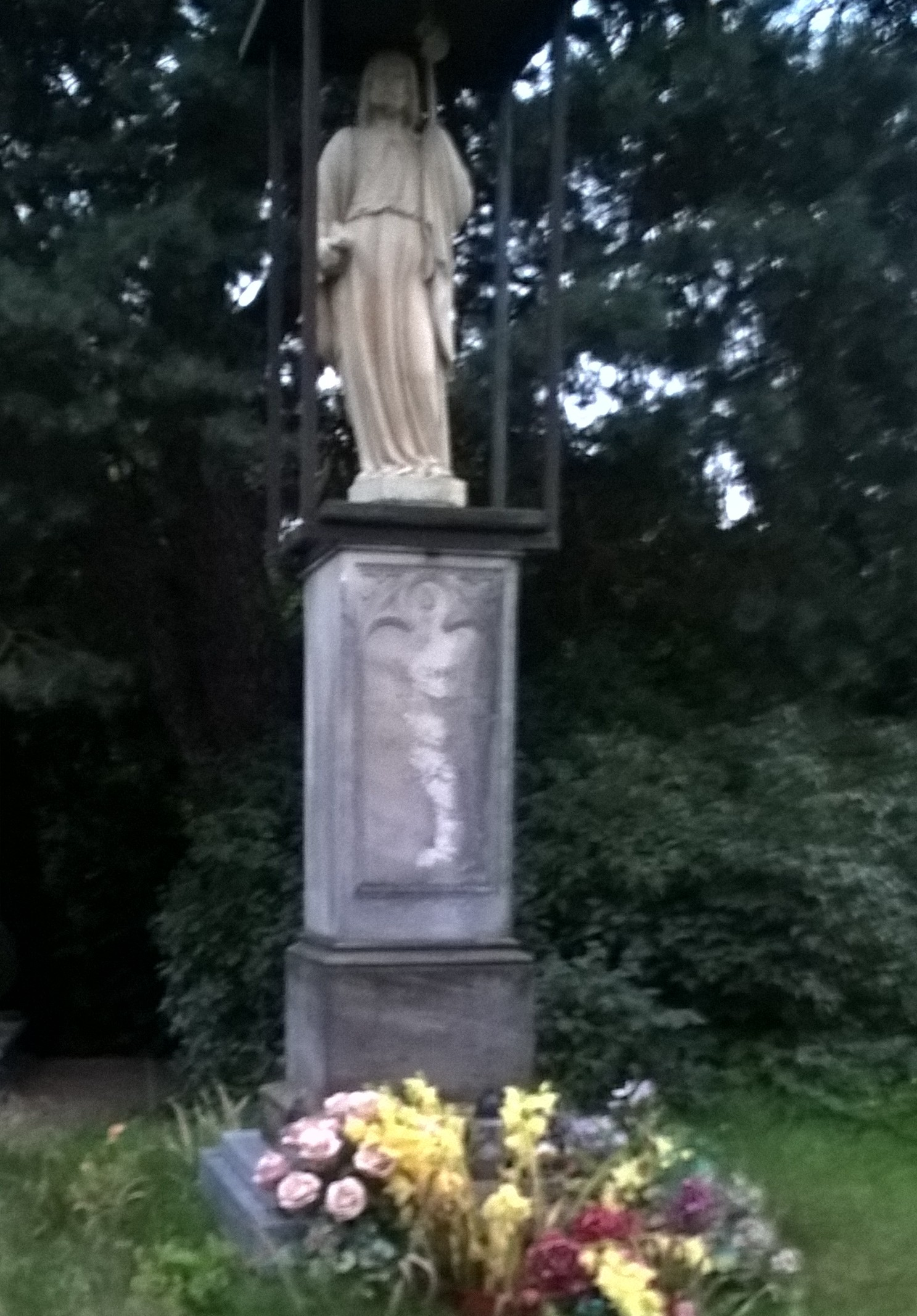
Pomnik św. Jakuba z 1878 roku na cmentarzu w Ostrorogu, zbudowany w miejscu dawnego kościoła św. Jakuba w Piaskowie (obecnie Ostroróg)

W 1674 roku za sprawą księdza Piotra Rossigrocha obraz św. Jakuba w kościele w Piaskowie uznano za łaskawy, a w 1677 roku przy kościele utworzono prebendę. W źródłach historycznych mowa jest o jeszcze jednej odbudowie kościoła, która miała mieć miejsce w 1750 roku i dokonała się za sprawą Barbary Kwileckiej. Rozbieżności dotyczą daty rozbiórki kościoła, gdyż w większości źródeł pojawia się data 1818 rok, jednakże na mapie wielkopolski południowej z 1821 roku kościół nadal był zaznaczony. Po rozebraniu kościoła obraz został przeniesiony do kościoła w Ostrorogu i umiejscowiony na głównym ołtarzu. Nowacki wskazuje, że właściciel dóbr ostroroskich – Kwilecki nie spełnił obietnicy i po rozebraniu kościoła na Piaskowie nie wzniósł nowego.
W 1878 roku w miejscu dawnego kościoła na Piaskowie staraniami proboszcza Józefa Zenktelera i datkami mieszkańców zbudowano kamienną figurę św. Jakuba, cokół ok. 2 m, na nim tekst – „św. Jakubowi / Parafianie / 1878”. Figurę poświęcono w uroczystości odpustowe 25 lipca 1878 roku.

## Architektura
Kościół w Piaskowie miał w małym chórze 10 na 12 łokci, natomiast w dużym 15 na 20 łokci. Ksiądz Libowicz w 1725 roku pisał, że kościół stoi na piaszczystym wzgórzu i jest filialny wobec kościoła w Ostrorogu (wcześniej był to kościół parafialny). W większym chórze drewniany, ściany ma spróchniałe i pogniłe, z kolei w mniejszym chórze ściany są murowane, a sufit drewniany. Wewnątrz kościół ma trzy ołtarze i jest dość ozdobny. Ksiądz Gliszczyński po wizycie w 1785 roku pisał tylko o drewnianym kościółku leżącym kilka staj za miastem i wzniesionym w 1664 roku przez właścicielkę Ostroroga, kasztelanową lędzką – Barbarę Kwilecką.

## Szpital przy kościele
O szpitalu przy kościele w Piaskowie pisał ksiądz Gliszczyński po wizytacji w 1785 roku, mowa jest bowiem o szpitalu dla ubogich – stary, drewniany wymagający remontu, nie posiadający żadnych funduszy, jedynie ksiądz Tomasz Wiszniewski zapisał mu w testamencie 200 złotych. Szpital upadł po rozebraniu kościoła.

## Piotr Rossigroch
Ksiądz Piotr Rossigroch, proboszcz Ostroroski, były dziekan lwówecki, syna Jana burmistrza Ostroroga jest autorem dwóch książek o kościele w Piaskowie:
- Światła y ognie nocne rożnych czasów widziane w kościele y około kościoła s. Jakuba Apostoła na Piaskowie przy Ostrorogu, dobrodzieystwa także y łaski Boskie otrzymane, o sierpie przytym do ręki przyrosłym, który na tymże mieyscu przy mszy swiętey odpadł, poprzysiężone na commissiach zeznania na większą chwałę Panu Bogu y wielkiemu apostołowi Chrystusowemu Jakubowi świętemu rozsławiać dozwolone (Poznań, w drukarni dziedziców Woyciecha Regulusa, 1674),
- Summarjiusza powtórnych łask y dobrodziejstw Boskich po cudownym św. Jakuba mieyscu, w Wielkiey Polscze przy Ostrorogu deklarowanym. Także Pieśń o S. Jakubie przez W. X. Piotrra Rossigroach Dziekana Lwoweckiego Proboszcza Ostrorog złożona. (Poznań, w drukarni dziedziców Woyciecha Regulusa, 1676)[10].

W swoich pracach Rossigroch skupiał się jednak głównie na cudach, jakie miały się dziać za wstawiennictwem św. Jakuba Większego Apostoła. Ksiądz rozpoczął starania, by miejsce to uznać za cudowne. W tej sprawie trzykrotnie w 1672 roku gościła komisja powołana przez biskupa poznańskiego, która miała zbadać sprawę. Powołano dwudziestu świadków, którzy pod przysięgą składali zeznania o cudach, jakie doznali za wstawiennictwem św. Jakuba. Z książki dowiadujemy się również o strasznym pożarze, jaki miał miejsce w Ostrorogu w 1672, który strawił większą część miasta. Świadkowie poza uzdrowieniami mówili też o światłach, jakie przy kościele i w kościele mieli widzieć. Jeszcze więcej legendy należy upatrywać w opowieści o sierpie do ręki przyrosłym. Pewna dziewczyna bardzo pracowita z Wierzchocina i św. Marii Magdaleny miała ścinać żyto i jako kara za to sierp miał przyrosnąć jej do ręki tak mocno, że nawet heretycy na zamku ostroroskim ją wezwali i próbowali oderwać. Dziewczyna udała się do Piaskowa do kościoła, gdzie podczas poniesienia sierp miał samowolnie odpaść. Ksiądz Rossigroch jest również autorem Pieśni o Św. Jakubie zawartej w drugiej z książce jego autorstwa. Pieśn ta w nieco zmienionej wersji śpiewana jest również współcześnie w kościele w Ostrorogu.